# Lubawka

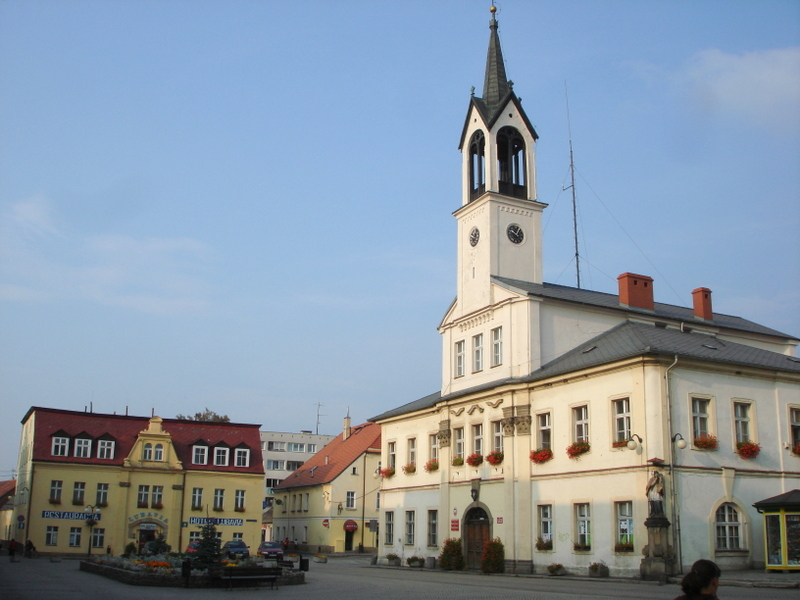

Lubawka este un oraș în Polonia.